# Lech Kaczyński
Pour les articles homonymes, voir Kaczyński.
Lech Aleksander Kaczyński (prononcé [ˈlɛx alɛˈksandɛr kaˈtʂɨɲskʲi]), né le 18 juin 1949 à Varsovie et mort le 10 avril 2010 à Smolensk en Russie, est un avocat et homme d'État polonais, président de la République de 2005 à 2010.
Militant anticommuniste, il s'engage aux côtés de Solidarność sous le régime de la République populaire de Pologne. Fondateur en 2001 du parti Droit et justice (Prawo i Sprawiedliwość, PiS), il est le président de la république de Pologne du 23 décembre 2005 jusqu'à sa mort dans un accident d'avion.

## Biographie

### Jeunesse
Lech Kaczyński et son frère jumeau, Jarosław, sont issus d'une famille patriote bourgeoise. Leur père, Rajmond Kaczyński (pl) (1922–2005), ingénieur, a participé à l'insurrection de Varsovie en tant que lieutenant de l'Armée de l'intérieur. Leur mère, Jadwiga Jasiewicz (1926–2013), a été infirmière lors de l'insurrection puis enseignante de littérature polonaise.
Dans leur enfance, les jumeaux jouent dans un film populaire polonais de 1962, Histoire de deux enfants qui volèrent la Lune (O dwóch takich, co ukradli księżyc), basé sur un livre pour enfants de Kornel Makuszyński. Interprétant le rôle de sympathiques garnements, ils gagnent tous deux une notoriété qui se révèlera utile dans leur carrière politique ultérieure.
Dans sa jeunesse, Lech poursuit des études de droit et devient diplômé en droit de la faculté de droit et d'administration de l'université de Varsovie en 1971, dans la même promotion que son frère Jarosław et, notamment, Marek Safjan, prochainement juge au Tribunal constitutionnel.
Enseignant-chercheur, dès 1971, auprès de la chaire de droit du travail de l'université de Gdańsk, il défend une thèse en droit du travail en 1980. En 1990, il obtient son habilitation à diriger des recherches. Il occupera le poste d'enseignant-chercheur à l'université de Gdańsk jusqu'en 1997, obtenant au passage le titre de professeur à partir de 1996.

### Engagement anticommuniste
Dans les années 1970, Lech et Jaroslaw Kaczyński sont des activistes pro-démocratiques et anticommunistes, notamment au sein du Bureau d'intervention du comité d'auto-défense sociale du Comité de défense des ouvriers, alors que la Pologne est toujours sous domination soviétique. Lech Kaczyński, expert en droit social, devient, en août 1980, conseiller du comité de grève du chantier naval de Gdańsk et du mouvement syndical Solidarność. Durant la loi martiale promulguée par le général Jaruzelski en décembre 1981, Kaczyński est interné comme « élément antisocialiste ».
Libéré, Lech Kaczyński devient, alors que Solidarność est légalisé en 1989, un des conseillers actifs de Lech Wałęsa et du « Comité de citoyens solidarité » (Komitet Obywatelski Solidarność). Il participe ainsi aux pourparlers de la table ronde, qui aboutissent sur des accords entre le gouvernement et les chefs de l'opposition.
Il épouse l'économiste Maria Mackiewicz en 1978, avec laquelle il a une fille, Marta, née en 1980.

### Ascension politique

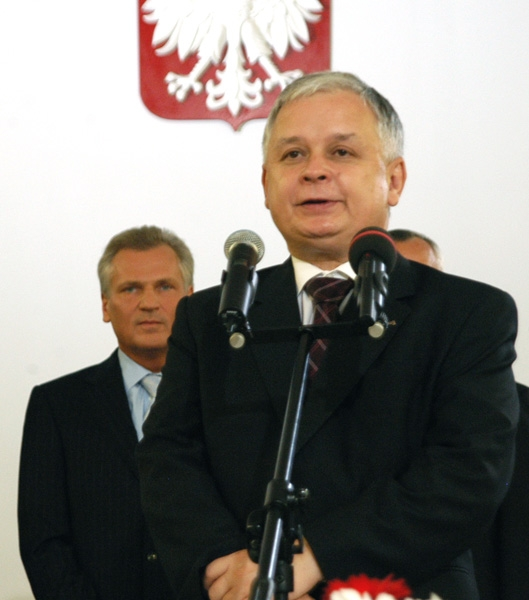
Lech Kaczyński en 2005.

En juin 1989, il est élu membre du Sénat et vice-président du syndicat Solidarność. Après la chute du régime communiste, les ambitieux jumeaux ont souvent agi en coulisses pour favoriser les alliances entre les différentes formations de droite. Ils fondent leur propre parti d'inspiration chrétienne-démocrate, Porozumienie Centrum, en mai 1990, qui, aux élections parlementaires de 1991, obtint 44 députés.
Il est le conseiller principal de Lech Wałęsa lorsque ce dernier est élu président de la république de Pologne en décembre 1990. Lors de la première élection présidentielle démocratique d'après-guerre, en 1990, le soutien des frères Kaczyński à Lech Wałęsa est crucial dans la victoire de l'ancienne figure de proue de Solidarité. Wałęsa nomme Kaczyński ministre de la sécurité nationale. Après avoir occupé de hautes fonctions auprès de Wałęsa, les jumeaux Kaczyński se brouillent avec le président polonais en raison de leur opposition à la « thérapie de choc » administrée à l'économie polonaise et, surtout, du conflit concernant le gouvernement de Jan Olszewski.
À la suite des élections parlementaires de 1993, les deux frères et leur parti se retrouvent dans l'opposition extra-parlementaire, ne réussissant pas à franchir la barre des 5 % exigés pour pouvoir siéger.
Lech Kaczyński est le président de la Chambre suprême de contrôle (Najwyższa Izba Kontroli (NIK), Cour des Comptes polonaise) de février 1992 à mai 1995, et plus tard ministre de la Justice dans le gouvernement de Jerzy Buzek (juin 2000- juillet 2001). En 2001 il fonde le parti conservateur Droit et justice (PiS), et en 2002 il est élu maire de Varsovie, capitale de la Pologne. En tant que maire, entre autres actions politiques, il fait construire le musée de l'Insurrection de Varsovie et interdit le déroulement d'une manifestation organisée par les associations homosexuelles.
Le 19 mars 2005, il déclare officiellement sa candidature à l'élection présidentielle qui doit se dérouler au mois de décembre. Lors de sa campagne, il se rapproche tant des populistes de la droite religieuse et antieuropéenne que du parti Autodéfense, de gauche. Lech Kaczyński est élu président de la République le 23 octobre 2005, avec 54,04 % des voix, face à son rival, Donald Tusk (Plate-forme civique).

### Président de la République

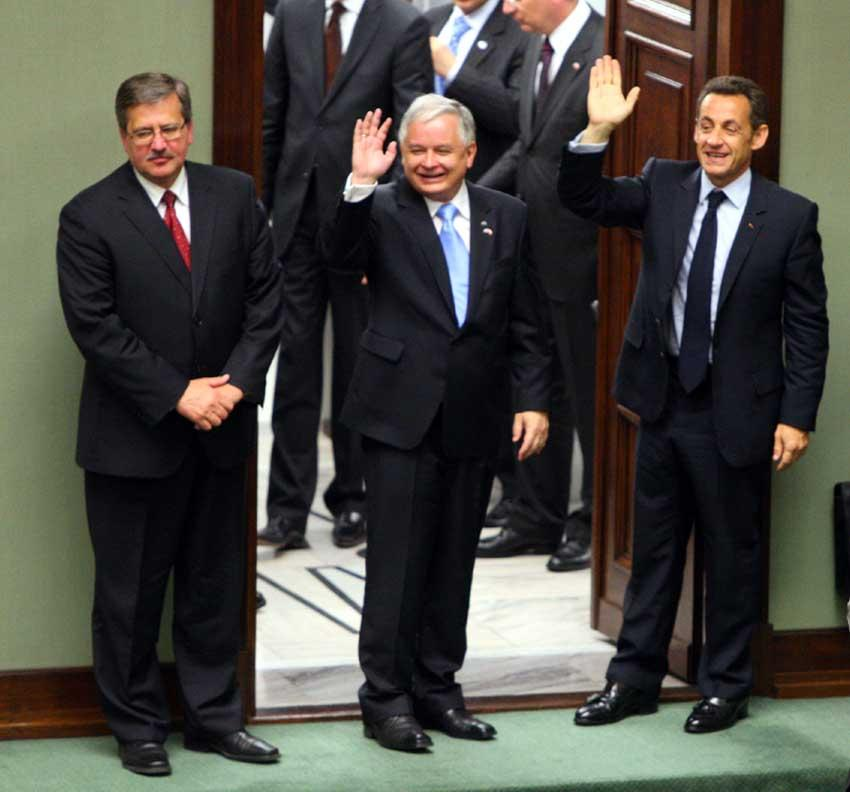
Bronisław Komorowski, Lech Kaczyński et Nicolas Sarkozy, en 2008.

Après l'élection présidentielle, son frère jumeau, Jarosław Kaczyński refuse de devenir président du Conseil des ministres, poste finalement confié à Kazimierz Marcinkiewicz. Celui-ci démissionne en juillet 2006, après quoi le PiS appelle à la nomination de Jarosław Kaczyński à la tête du gouvernement, proposition finalement acceptée par le président de la République. La Pologne est alors le seul pays où deux frères occupèrent simultanément les postes de chef d'État et de chef du gouvernement. Le duo qu'ils forment devient une figure marquante au sein de l'Union européenne, dont la Pologne est membre depuis l'élargissement de 2004.
La « révolution morale », prônée par les deux frères, les conduit à faire campagne pour rendre publics les noms des personnes ayant collaboré avec le pouvoir communiste. Mais c'est surtout le projet de loi de lustration de 2007, qui vise à purger l'administration publique des anciens collaborateurs des services secrets communistes, qui a suscité une réprobation très forte, en Pologne comme à l'étranger.
En 2007, après la victoire des libéraux aux législatives, Jarosław Kaczyński quitte la tête du gouvernement. Il est remplacé par le chef de l'opposition, Donald Tusk, qui entreprend de restaurer les relations avec l'Allemagne et la Russie, mises à mal par le gouvernement de son prédécesseur. Au poste, surtout honorifique, de président, Lech Kaczyński reste critique vis-à-vis de la politique libérale du nouveau gouvernement et met fréquemment son veto à ses propositions de loi, notamment celle qui prévoyait en 2008 d'appliquer une logique économique au fonctionnement des hôpitaux, ce qu'il considérait comme l'équivalent d'une privatisation. Il s'oppose une nouvelle fois en 2009 à une loi de réforme des médias publics et dénonce en janvier 2010 le choix du gouvernement de prolonger les négociations sur le tarif du gaz naturel avec la fédération de Russie.
Au moment de sa mort, si Lech Kaczyński n'avait pas fait part de son intention de briguer un second mandat lors de l'élection présidentielle de 2010, les médias attendaient l’annonce de sa candidature pour le 23 mai. Dans les études d’opinion, le chef de l’État ne faisait pas figure de favori, sa cote de popularité étant en forte baisse depuis son accession à la présidence.

### Idéologie
Lech Kaczyński aimait à se présenter comme un homme politique incorruptible et intègre, et défendait une idéologie conservatrice et anti-libérale. Opposé à l'avortement, eurosceptique, il défendait une Pologne fière de son passé, défendant ses traditions, et tournée avant tout vers les États-Unis. Il était également favorable à un renforcement de ses pouvoirs par le passage à une « IVe République ».
En août 2006, Lech Kaczyński annonce à la radio son intention de lancer un débat européen dont l'objectif est de modifier la Convention européenne des droits de l'homme de manière à autoriser la peine de mort. Cette intervention a suscité des réponses fermes des institutions européennes. La Commission européenne a ainsi souligné « une incompatibilité absolue entre l'UE et la peine de mort ». Le président de l'Assemblée parlementaire du Conseil de l'Europe (APCE), René van der Linden, a, de son côté fait valoir dans une lettre au chef de l'État polonais que le rétablissement de la peine de mort serait un acte « sérieusement rétrograde » et « totalement incompatible avec l'appartenance » au Conseil de l'Europe.

### Mort

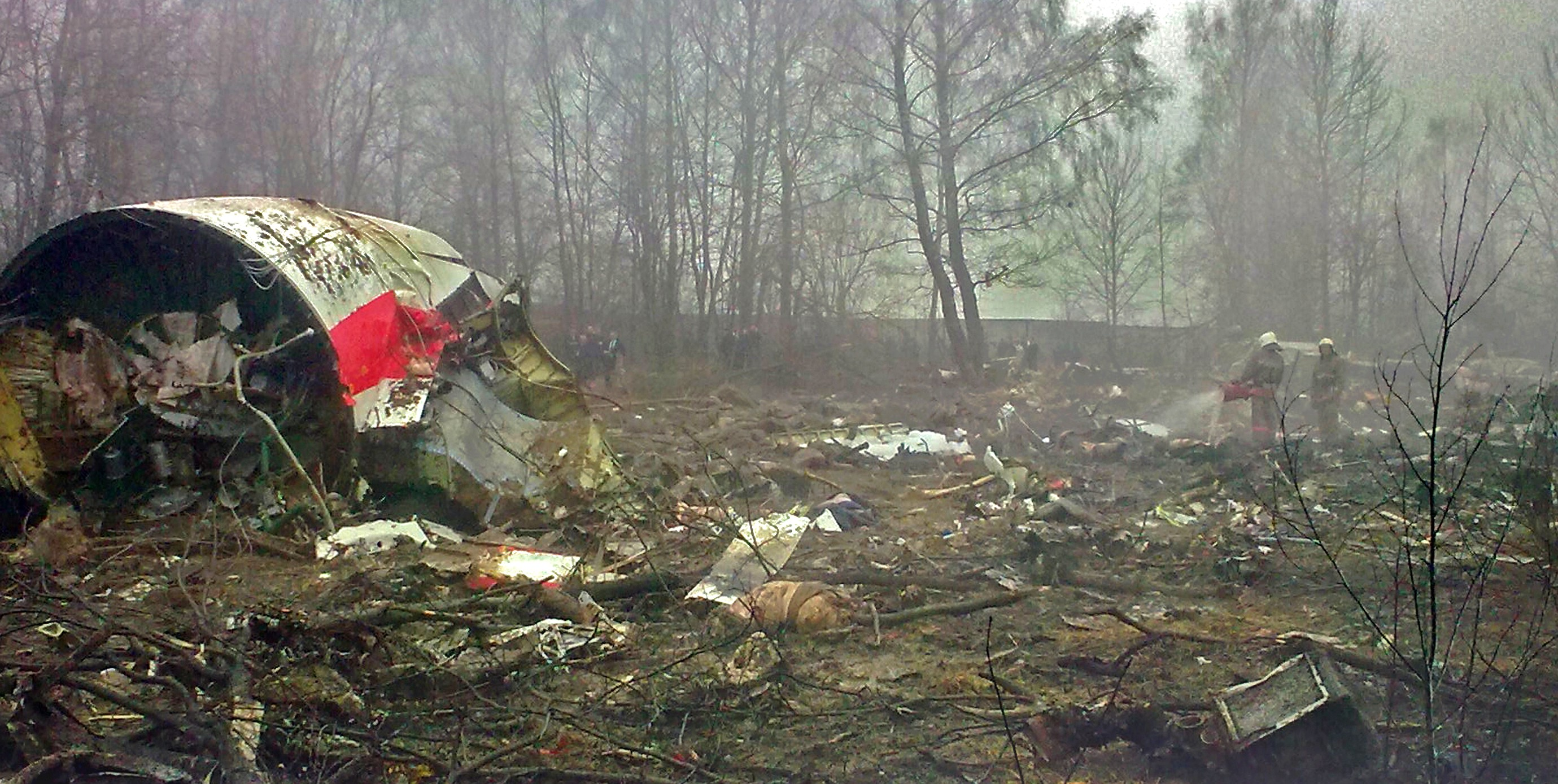
Débris du Tupolev 154 transportant Lech Kaczyński.

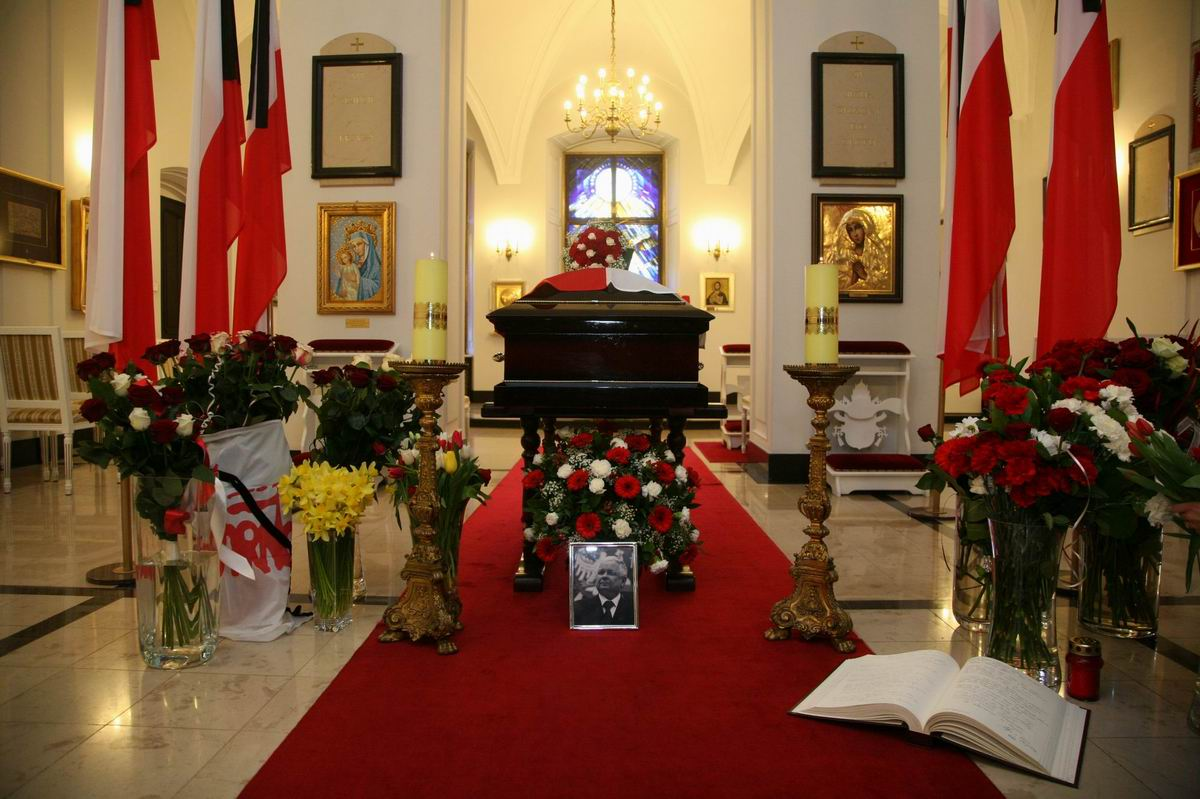
Cercueil de Lech Kaczyński dans la chapelle du palais présidentiel.

Lech Kaczynski, son épouse et une délégation officielle comprenant de nombreuses hautes autorités polonaises civiles, militaires et religieuses trouvent la mort le 10 avril 2010 à Smolensk, dans l'ouest de la fédération de Russie, alors qu'ils se rendaient aux cérémonies commémoratives du 70e anniversaire du massacre de Katyń. L'avion présidentiel qui les transportait, un Tupolev 154, heurta la cime d'arbres, manqua son atterrissage et s'écrasa à quelques centaines de mètres de la piste. Aucun des 96 passagers et membres d'équipage à bord n'a survécu,.
Plusieurs personnalités, dont Barack Obama, Nicolas Sarkozy et Angela Merkel, ne peuvent assister aux obsèques de Lech Kaczyński à cause des importantes perturbations du trafic aérien dues à l'éruption du volcan Eyjafjöll. Lech Kaczyński et son épouse sont inhumés en la cathédrale du Wawel de Cracovie, sanctuaire national, où les rois, les reines, les poètes et les héros nationaux de la Pologne sont enterrés.
Le rapport définitif du Comité intergouvernemental d'aviation russe, présenté en 2011 à Moscou, indique que Lech Kaczyński et d'autres hauts responsables polonais avaient fait pression sur l'équipage de l'avion, ce qui avait poussé les deux pilotes, peu expérimentés, à atterrir « dans des conditions inappropriées ». De son côté, la commission polonaise d'enquête reconnaît que les principales causes de l'accident se trouvent du côté polonais, tout en dénonçant des erreurs des contrôleurs russes et des équipements défaillants à l'aéroport de Smolensk. Un groupe de travail conduit par Antoni Macierewicz, un proche collaborateur de Lech Kaczyński, affirme qu'il s'agit d'un attentat fomenté par Donald Tusk et Vladimir Poutine ; un sondage réalisé en mars 2013 indique que 33 % des Polonais « n'excluent pas » cette thèse de l'attentat.
Le 14 décembre 2022, la Diète, chambre basse du Parlement polonais, reconnaissant en même temps la Russie comme un État parrain du terrorisme, adopte un amendement relatif à l’accident dans lequel est mort Lech Kaczynski.